# Leptorhamdia essequibensis
Leptorhamdia essequibensis är en fiskart som först beskrevs av Eigenmann 1912.  Leptorhamdia essequibensis ingår i släktet Leptorhamdia och familjen Heptapteridae. Inga underarter finns listade i Catalogue of Life.